# Hydroporus amguemensis
Hydroporus amguemensis är en skalbaggsart som beskrevs av Shaverdo 2003. Hydroporus amguemensis ingår i släktet Hydroporus och familjen dykare. Inga underarter finns listade i Catalogue of Life.